# Веселе (аеродром)
Веселе — військовий аеродром розташований північно-західніше від селища Вільне на півночі Автономної Республіки Крим.

## Історія
Польовий аеродром був побудований 1940 року. У роки Другої світової війни використовувався Люфтваффе. 1943 року німці побудували на аеродромі бетонну ЗПС.
З 1960 на аеродромі базувався 5-й гвардійський авіаполк ЧФ СРСР. 15 листопада 1994 цей авіаполк було розформовано. А аеродром Веселе виведено з експлуатації у квітні 1995 року.

### Російсько-українська війна
Після повномасштабного вторгнення ЗС РФ, в листопаді 2022 почалось інтенсивне відновлення аеродрому окупантами, встановлення систем ППО і РЕБ.
В ніч на 24 липня склад боєприпасів на території аеродрому було атаковано безпілотниками в результаті виникла пожежа і детонація боєприпасів. В ряді сусідніх сіл окупаційна влада оголошувала евакуацію.